# (206) Hersilia
(206) Hersilia – planetoida z pasa głównego asteroid okrążająca Słońce w ciągu 4 lat i 197 dni w średniej odległości 2,74 j.a. Została odkryta 13 października 1879 roku w Clinton w stanie Nowy Jork przez Christiana Petersa. Nazwa planetoidy pochodzi od Hersilii, żony Romulusa w mitologii rzymskiej.